# Aktenordner

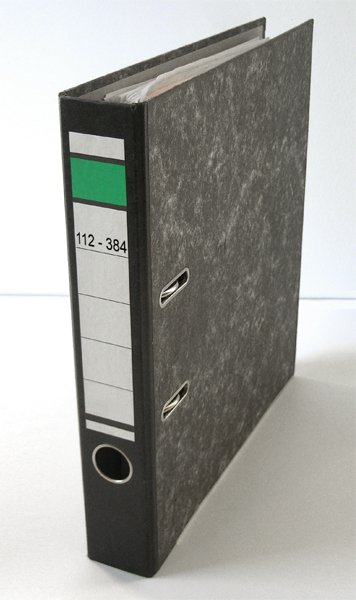
Bild 1: Aufgestellter Aktenordner mit 45 mm Rückenbreite, Wolkenmarmordeckeln, aufgeklebtem Rückenschild, Griffloch und Raumsparschlitzen.

Ein Aktenordner oder Ringordner, nach bekannten Herstellern auch Bene-Ordner oder Leitz-Ordner genannt, dient zur geordneten Zusammenfassung und Aufbewahrung von seitlich gelochten Einzelblättern mit Hilfe von auftrennbaren Metallringen, wobei die Blätter einzeln, auch nachträglich, eingefügt und entnommen werden können und sich daher nach frei bestimmbaren Gesichtspunkten (z. B. chronologisch, alphabetisch, thematisch) sortieren lassen. Es gibt auch diverse Einsätze z. B. zur Verwahrung von Disketten und CDs. Wesentlicher Unterschied gegenüber einer ebenfalls weit verbreiteten, traditionellen Schnürung von Akten ist hier die Möglichkeit zur leichten nachträglichen Hinzufügung oder Entnahme einzelner Seiten, ohne die Bindung der Akte insgesamt auflösen zu müssen.

## Aufbau und Funktion

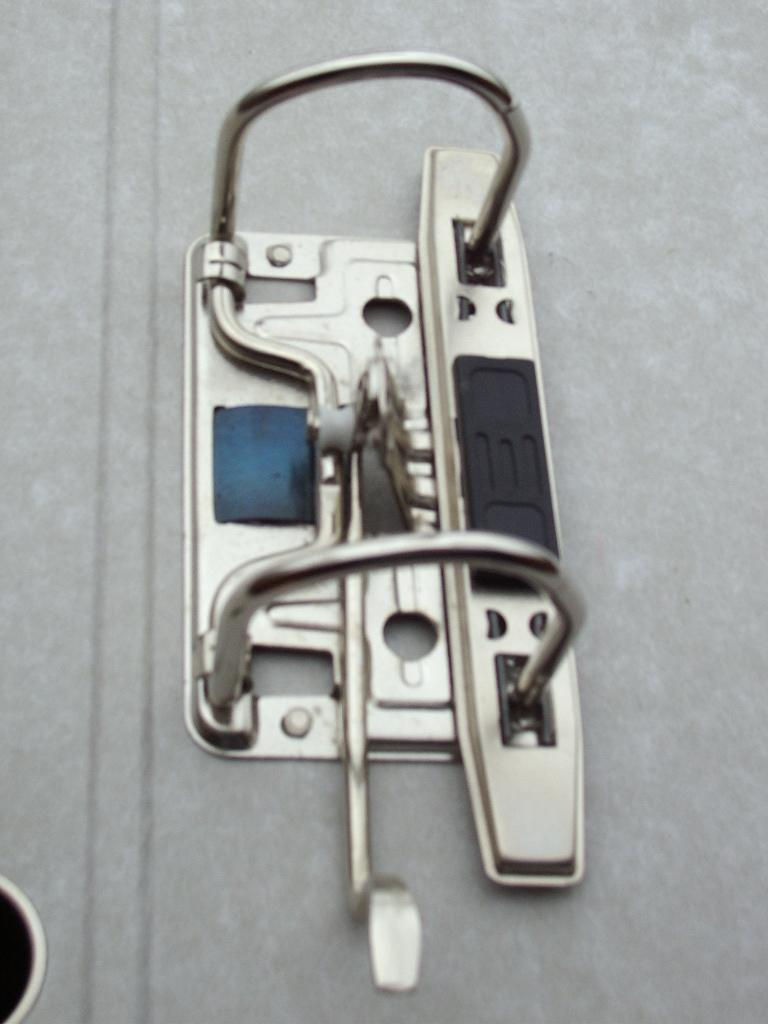
Bild 2: Ringmechanik mit Betätigungshebel und Klemmbügel, Tippklemmer genannt

Ein Ordner besteht zunächst aus einer stabilen Pappe, die durch zwei Knicke in einen vorderen und einen hinteren Deckel sowie einen Ordnerrücken aufgeteilt wird und so wie ein Buch auf- und zugeklappt werden kann (siehe Bild 1). Die Pappe ist üblicherweise mit Papier (Design oft im dunkelgrauen Wolkenmarmor) oder farbigem Kunststoff (Polypropylen) kaschiert. Ordner oder Ordnerrücken sind in verschiedenen Farben erhältlich oder können individuell bedruckt werden. Der Deckel kann an der Innen- oder Außenseite zusätzlich mit einer Tasche versehen sein, in die Visitenkarten, CDs oder (noch) nicht abgeheftete Seiten eingelegt werden können. Die unteren Kanten der Deckel sind oft mit Blech verstärkt.
An der Innenseite des hinteren Ordnerdeckels ist an der linken Seite mittig die Ringmechanik aus Metall üblicherweise mit Nieten befestigt (siehe Bild 2). Um ein Blatt Papier abzuheften, werden in dieses mittels eines Lochers zwei oder mehr Löcher in den linken Blattrand gestanzt, wobei die Lochungen genormt sind. Anschließend wird das Blatt in die geöffneten Halteringe eingefädelt. Die Ringe lassen sich zum Einfügen oder Entnehmen von Blättern öffnen und wieder verschließen. Bei den gängigen Zweilochsystemen erfolgt das Öffnen und Schließen über eine hebelbetätigte Exzentermechanik, bei Mehrlochsystemen über eine einrastende Federmechanik.

### Klemmbügel
Zur zusätzlichen Fixierung der Blätter gegen ein Verrutschen auf den Ringen dient ein Klemmbügel (auch Niederhalter im Schweizer Hochdeutsch), der ebenfalls in die Halteringe eingefädelt wird, dann auf das oberste Blatt gedrückt und durch Verschieben an den Halteringen festgeklemmt wird. Bei Ordnern mit zwei Ringen ist der Tippklemmer verbreitet, der etwa 15 mm breit und 130 mm lang ist und aus Metall oder Kunststoff besteht, an dessen Unterseite zwei parallele Drähte aus starkem Federstahl verlaufen. Durch Druck auf eine Wippe auf der Oberseite werden die Drähte in der Mitte auseinander- und dadurch an den Enden zusammengedrückt und fest gegen die Halteringe geklemmt.

### Ordnerrücken
Der Ordnerrücken trägt in der Regel ein Rückenschild zur Beschriftung, entweder aufgeklebt oder auswechselbar zum Einstecken in eine transparente Tasche. Ein darunter befindliches Griffloch erleichtert die  Entnahme des Ordner aus einem Regal oder Schrank.

### Raumsparschlitze
Die Vorderdeckel der meisten Ordner sind etwa seit den 1950er Jahren mit Raumsparschlitzen im Abstand der Lochung versehen. Im geschlossenen Zustand ragen die Oberkanten der Abheftringe etwas aus den Schlitzen heraus und werden durch kleine Blechnasen im Raumsparschlitz arretiert. Dadurch werden Vorder- und Rückdeckel in der Breite des Ordnerrückens fixiert und am Aufklappen gehindert, was eine höhere Standfestigkeit und eine geringere Breite des Ordners zur Folge hat.

## Varianten

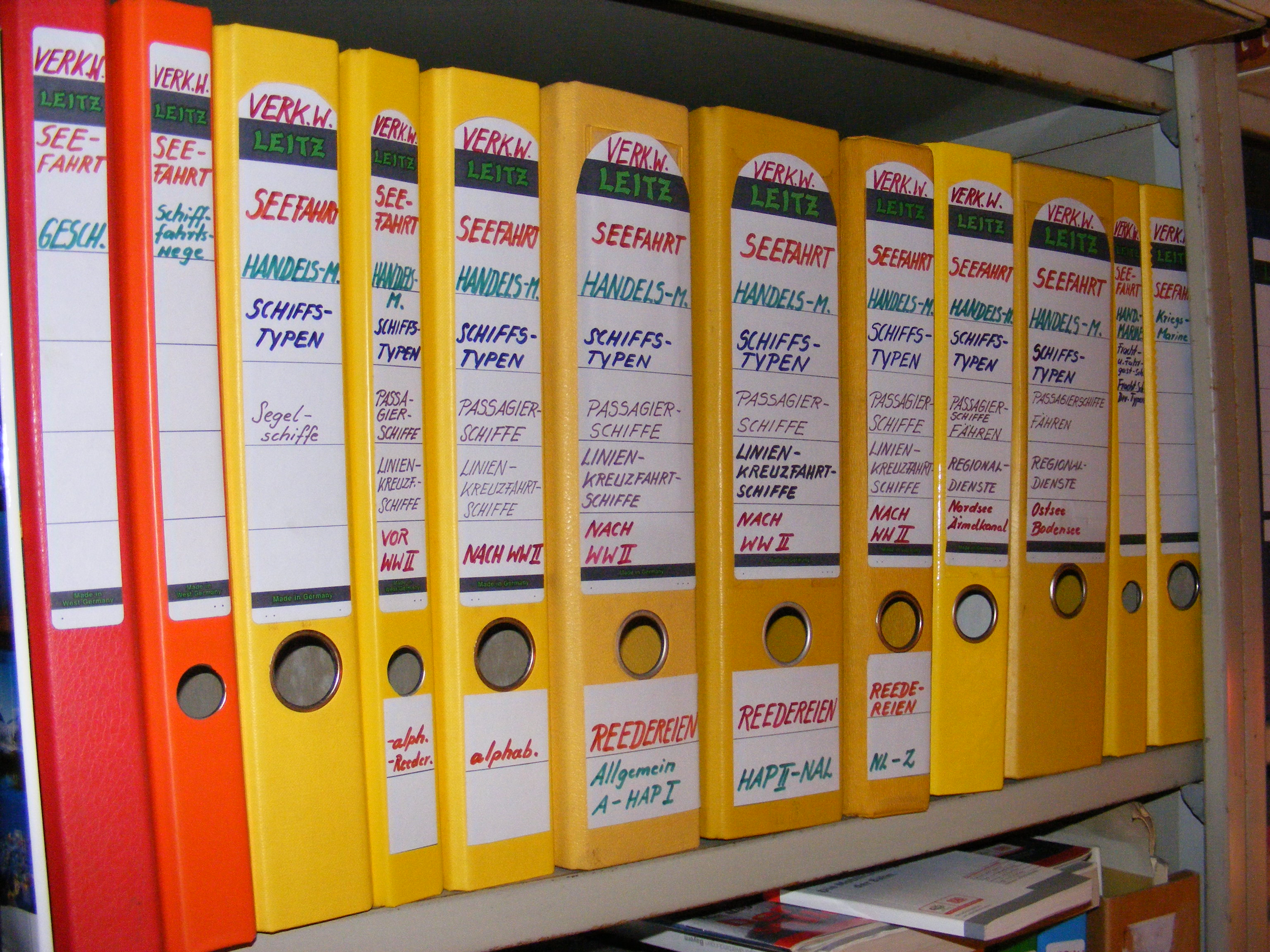
Bild 3: Aktenregal mit Aktenordnern

In Deutschland und den meisten anderen Ländern mit Papier im DIN-A4-Format ist eine Zweifachlochung im Abstand von 8 cm üblich. Daneben gibt es Vierlochsysteme, zum Beispiel für Ringbücher im Format DIN A5 oder für mobile Aktenmappen. Organizer verwenden meist proprietäre Sechs- oder Siebenlochsysteme. In den USA und Kanada, wo andere Papierformate wie Letter und Legal die Norm sind, wird ein Dreilochsystem verwendet (siehe Bild 4). Auch innerhalb Europas sind die Systeme nicht immer kompatibel; beispielsweise wird in Schweden ein Vierlochsystem mit anderen Lochabständen als in Deutschland verwendet.
Die meisten Systeme arbeiten mit linksseitigen Löchern, es gibt aber auch Systeme, bei denen die Blattoberseite im Ordner befestigt wird.
Aktenordner werden in verschiedenen standardisierten Größen angeboten. Am verbreitetsten sind Ordner für das Papierformat DIN A4 mit zwei Ringen und einer Rückenbreite von 80 mm und den Abmessungen 320 mm × 80 mm × 280 mm (H × B × T), die ca. 600 Blätter mit einer Grammatur von 80 g/m² aufnehmen können, sowie schmalere Ordner mit einer Rückenbreite von 55 mm für ca. 350 Blätter. Weitere verbreitete Formate sind Aktenordner für das Format DIN A5 und für 1⁄3A4L oder A6L (z. B. für Kontoauszüge).

## Verwendung

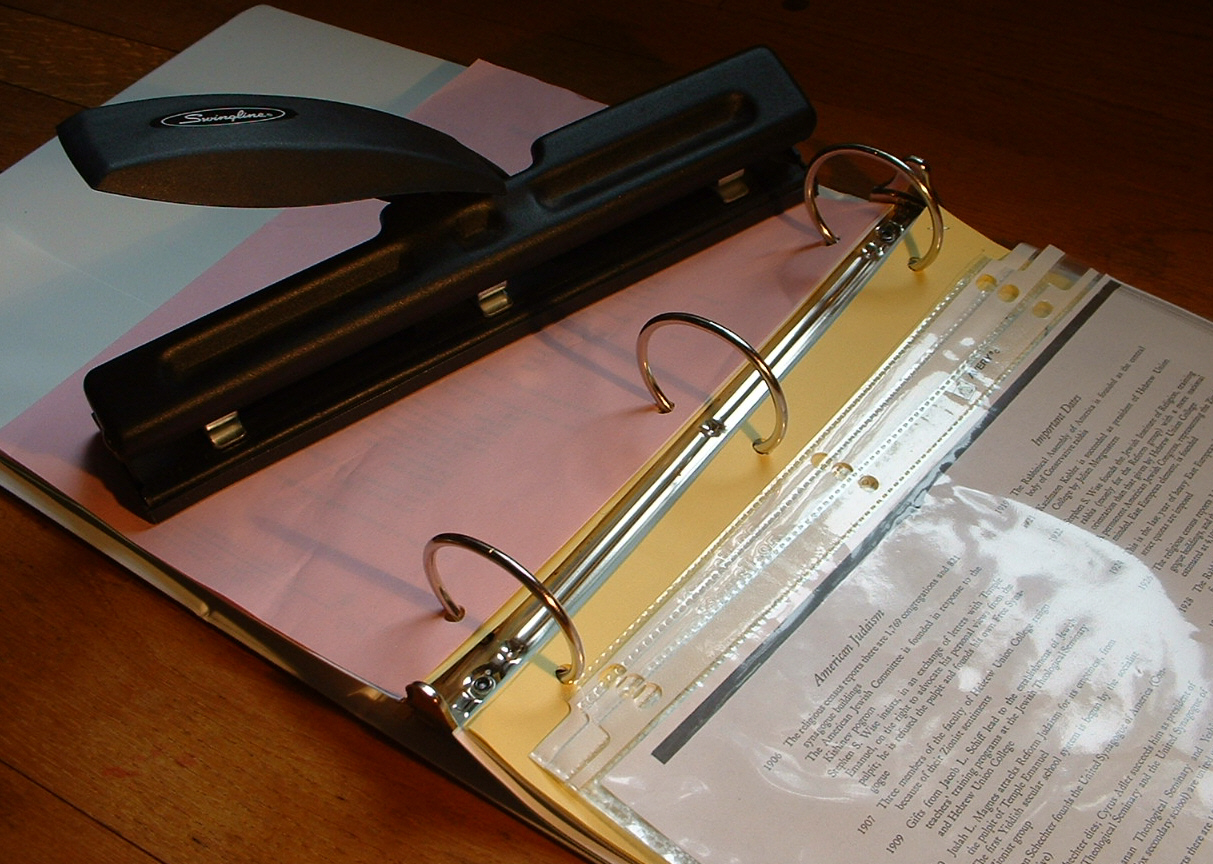
Bild 4: Aktenordner, Klarsichthüllen und Locher nach US-Standard.

- Der Gruppierung, der Sortierung und dem Überblick über abgeheftete Akten dienen gelochte Trennstreifen oder Registerblätter bzw. -karten mit gestaffelt angeordneten überstehenden Abschnitten („Registerreitern“). Im Handel erhältlich sind eigens für den Einsatz als Registerreiter vorgesehene Klebezettel. Registerkarten aus festem Material mit rechts angeordneten Registerreitern dienen meist der Grobunterteilung, weitere rechts oder oben hervorstehende Registerreiter dem Zugriff auf einzelne Akten oder Aktengruppen. Innerhalb der Unterteilungen werden die jeweiligen Dokumente im Aktenordner eingeheftet, gegebenenfalls in einer Klarsichthülle mit Lochrand. Zur herausnehmbaren Gruppierung von Akten in Aktenordnern werden ggf. Einhänge-Heftstreifen und gelochte Schnellhefter eingesetzt.
- Ordner von sogenannten Loseblattsammlungen dienen nicht der Sammlung von Akten. Aktenauszüge werden in behördeninternen Vorgängen auch in Schnellheftern weitergereicht.
- Eine stilistisch hervorstechende Aufbewahrung ist das Aktenkarussell, vor allem für Büros mit Kundenkontakt.
- Zur Vermeidung der Lochung von Dokumenten und zum besseren Schutz kann man diese in Klarsichthüllen stecken, die eigene Löcher besitzen.
- Im Privathaushalt werden aktuelle Unterlagen ggf. in einem oder wenigen leicht zugänglichen Aktenordnern vorgehalten, archivierte Unterlagen nach Themen und/oder Jahren geordnet in weniger zugänglichen Räumen, z. B. in Kellerräumen. Laut einer Umfrage von BITKOM lagern Bundesbürger zuhause durchschnittlich sieben Aktenordner mit Verträgen und Rechnungen.[2] Umfangreiche Sammlungen jahresbezogener Unterlagen (wie Kontoauszüge, Gehaltsabrechnungen und -jahresübersichten, Steuererklärungen mit dazugehörigen Nachweisen, Arbeitszeugnisse, Urkunden, Bildungsnachweise und Zeugnisse, medizinische Unterlagen) sind oft in Aktenordnern oder in Hängeregistratur-Aktenschränken untergebracht. Wichtige dauerhafte Dokumente (etwa Reisepässe, Patientenausweise, Familienstammbuch, Wertpapiere wie Sparbücher und Versicherungspolicen, Patientenverfügung, Testament, Übersichtslisten) werden oft in abschließbaren Dokumentenkassetten oder in Bankschließfächern aufbewahrt; das BKK empfiehlt, für die wichtigsten Dokumente eine griffbereite Dokumentenmappe anzulegen.
- In Archiven werden die in Aktenordnern übergebenen Unterlagen aus konservatorischen Gründen meist entnommen und anderweitig verpackt, da die Metallteile der Heft- und Klemmmechanik rosten können, wodurch entsprechende Flecken auf dem Papier entstehen. Zudem nehmen nur teilweise gefüllte Ordner mehr Raum ein als etwa eine Mappe mit der gleichen Anzahl an wenigen Blättern.
- Zur Entnahme von Aktenordnern aus höheren Regalen ohne die Verwendung einer Aufstiegshilfe wurde eine Entnahmehilfe, der Ordnerlöffel angeboten. Dabei handelt es sich um eine Metallplatte mit Nase und seitlichen Führungen an einem langen Holzstiel, die in das Entnahmeloch greift und so ohne Kippen den Ordner greifen kann.

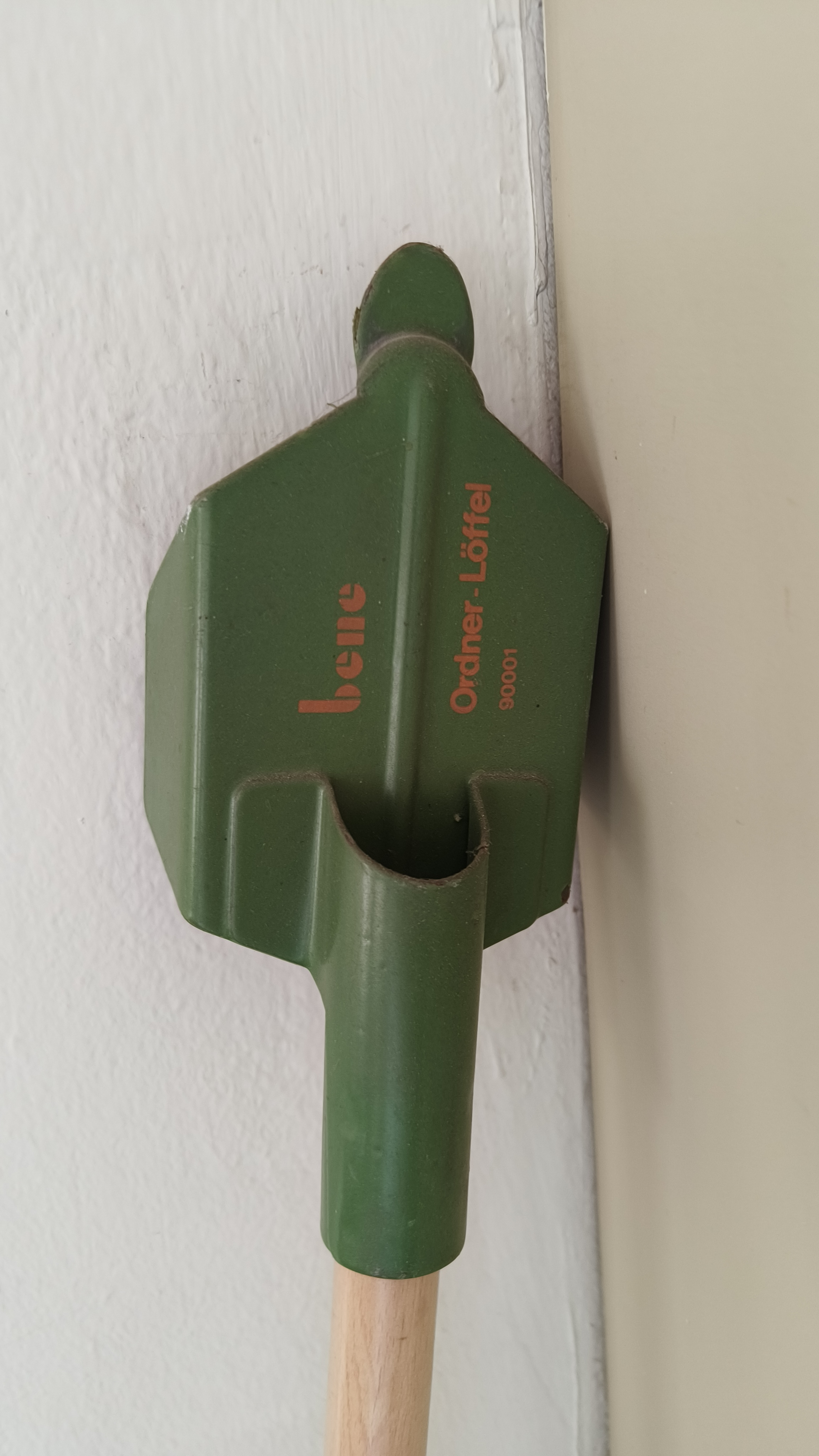
Ordnerlöffel

## Geschichte
Erfunden wurde der gebräuchliche Ordner im Jahr 1886 von Friedrich Soennecken aus Bonn, der den zugehörigen Locher erfand. Zur heutigen Form wurde der Ordner durch Louis Leitz in seiner gleichnamigen Firma in Stuttgart-Feuerbach weiterentwickelt. Der Göttinger Unternehmer Emil Mehle schuf einen ähnlichen Aktenordner, der in Details verschieden war, und erhielt darauf 1905 ein Patent. „MEHLE“-Ordner waren deutschlandweit verbreitet. Neben ihnen war auch Erich Kraut mit der Firma ELBA in Wuppertal an der Entwicklung der Ordner beteiligt. Er ließ 1953 die Raumsparschlitze patentieren. In der Schweiz wurden Aktenordner erstmals 1908 von der 1900 gegründeten Schreibbücher- und Papierwarenfabrik Biel (später Biella) hergestellt.
Mitte des 20. Jahrhunderts stieg die Nachfrage nach Aktenordnersystemen in der Bundesrepublik Deutschland und anderen Staaten rapide an. Die Firma Leitz berichtete im Nachhinein von einem regelrechten „Boom“ in den 1980er Jahren. Die Herlitz AG in Berlin produzierte 2007 über 90 Millionen Briefordner und ist damit weltweit Marktführer in der Ordnerproduktion. Im Jahr 2005 präsentierte Leitz eine neue Hebelmechanik, bei der man den Hebel um 180° aufklappen kann, so dass der geöffnete Hebel nicht mehr die linke Ringhälfte blockiert.
- Leitz-Ordner wird in Deutschland auch als Gattungsname verwendet. Auch „Briefordner“ ist im Vertriebswesen gebräuchlich.
- Bundesordner ist in der Schweiz seit 1908 auch für die Aktenordner üblich. Biella ließ erst 1989 den Begriff als Marke schützen.
- In Österreich ist anstelle des Leitz-Ordners der Bene-Ordner von der Markenbezeichnung zum umgangssprachlichen Gattungsnamen geworden.

## Ähnliche Büroartikel
- Andere Sammler für gelochte Dokumente sind Ringbuch und Schnellhefter, daneben gibt es die Badische Aktenheftung.
- Für ungelochtes Schriftgut werden Mappen, Archivschachteln, Klemmhandmappen und Klemmbinder verwendet.